# 謝爾曼鎮區 (堪薩斯州塞奇威克縣)
謝爾曼鎮區（英語：Sherman Township）為美國堪薩斯州塞奇威克縣轄下的鎮區。2010年美国人口普查中此鎮區人口有1,716人。

## 地理
謝爾曼鎮區涵蓋總面積為96.0平方（37.06平方英里），其中陸地面積為95.8平方（36.98平方英里），水域面積為0.21平方（0.08平方英里）或0.22%。海拔高度456（1,496英尺）。

## 人口統計
根據2010年美國人口普查，謝爾曼鎮區人口有1,716人，其中男性有877人，女性有839人，人口密度為每平方公里17.89人，住房計548戶。鎮區內的白人有1,695人，非裔美國人有0人，美洲原住民有1人，亞裔美國人有0人，太平洋島裔美國人有0人，其他種族有4人，混血種族則有16人。此外鎮區內有31人為西班牙裔或拉丁裔美國人。此鎮區之年齡中位數為30.5歲，而男性年齡中位數為30.6歲，女性年齡中位數為30.3歲。